# ルノー・ウインド
ウインド（Wind ）はフランスの自動車会社ルノーがかつて生産・販売した小型クーペカブリオレである。

## 概要
2004年のパリサロンで発表されたウィンドコンセプトをルーツとし、2010年3月に開催されたジュネーブショーにおいて市販型ともいえるモデルが披露され、同年5月7日よりフランスを皮切りに欧州地域で市販を開始。
同社の小型車であるトゥインゴをベースにオリジナルボディと電動回転格納式のルーフを備えることでクーペとオープンカーに加え、タルガトップの良さも味わうことかできる。

## メカニズム
シャシはもとより、エンジン、サスペンション、シート、ステアリングにいたるまで、開発にはルノー・スポールが携わっている。
エクステリアデザインを担当したのはメガーヌトロフィも担当したアドバンストデザイン部門の日本人・鈴木康裕である。
外観部品は全て専用品となる。ベースとなっているトゥインゴより230mmも長い全長3,830mm（日本仕様は3,835mm）の車体には100PSの1.2Lターボエンジン（TCE）とトゥインゴ・ルノー・スポールと同じ134PSの1.6L自然吸気エンジンの2種を用意。日本仕様は後者に5MTを組み合わせた左ハンドルのみの設定となる。フランス本国も含め、AT車は末期まで設定されなかった。
内装もウインド独自のものが与えられている。大型のデジタル速度計を中央に搭載したトゥインゴと異なり、ウインドは3連のアナログメーターを運転席正面に搭載、2輪車をイメージした半透明のメーターカウルはオプションで交換できる。シートもウインド独自のヘッドレスト一体型のバケット形状のものとなっており、シート後部には小物入れが備わる。オーディオの操作パネルはトゥインゴと共通の大きく傾斜したもので、操作性には優れるが社外のインダッシュのカーナビ等への交換は難しい。
電動開閉式のルーフはリアピラーとリアウインドーを残して天井部分のみがオープンになる仕組みで、ルーフが後部を支点に180度裏返ってリアデッキ上に格納されるという比較的シンプルな機構を採用。その結果、開閉はわずか12秒と世界的にみてもこの手の車種としてトップクラスの早さを実現している。また、ラゲッジルームはルーフの開閉（収納）状態にかかわらず270Lの容量を確保することで、少量ながら積載性も配慮されている。

## 日本における販売
2011年5月26日、東京都内で行われた新型メガーヌ発表の席で同年夏ごろまでに発売を開始することが発表され、その後同年7月6日に正式に発売を開始。同時に、ブラックメタル調ハードトップ、クロームドアミラー、デカール、シートヒーター付黒本皮革シート、レッドクリアメーターフード、スピードライン製17インチアルミホイール、Bluetooth対応CD一体AM/FM電子チューナーラジオ&USB端子などを備えた「コレクション」を発表（30台限定、価格はベース車+13万円高の268万円）したが、7月中に完売した。
2012年3月8日、かつてのルノーチューナーの名を冠した「ゴルディーニ」を発売。ブルー（ブルーマルトM）の専用ボディ色とホワイトのダブルストライプ、シルバー/ブルーのツートンアロイホイール、ホワイトドアミラー、ルーフカバーホワイトカウル、ホワイトストライプ入りレザーステアリング、ゴルディーニロゴ入りシフトノブ、ゴルディーニロゴ刺繍入りレザースポーツシート、専用バッジなどを採用し、スポーツ色を強めた。価格はベース車プラス24万円の279万円。
2013年5月、販売終了。

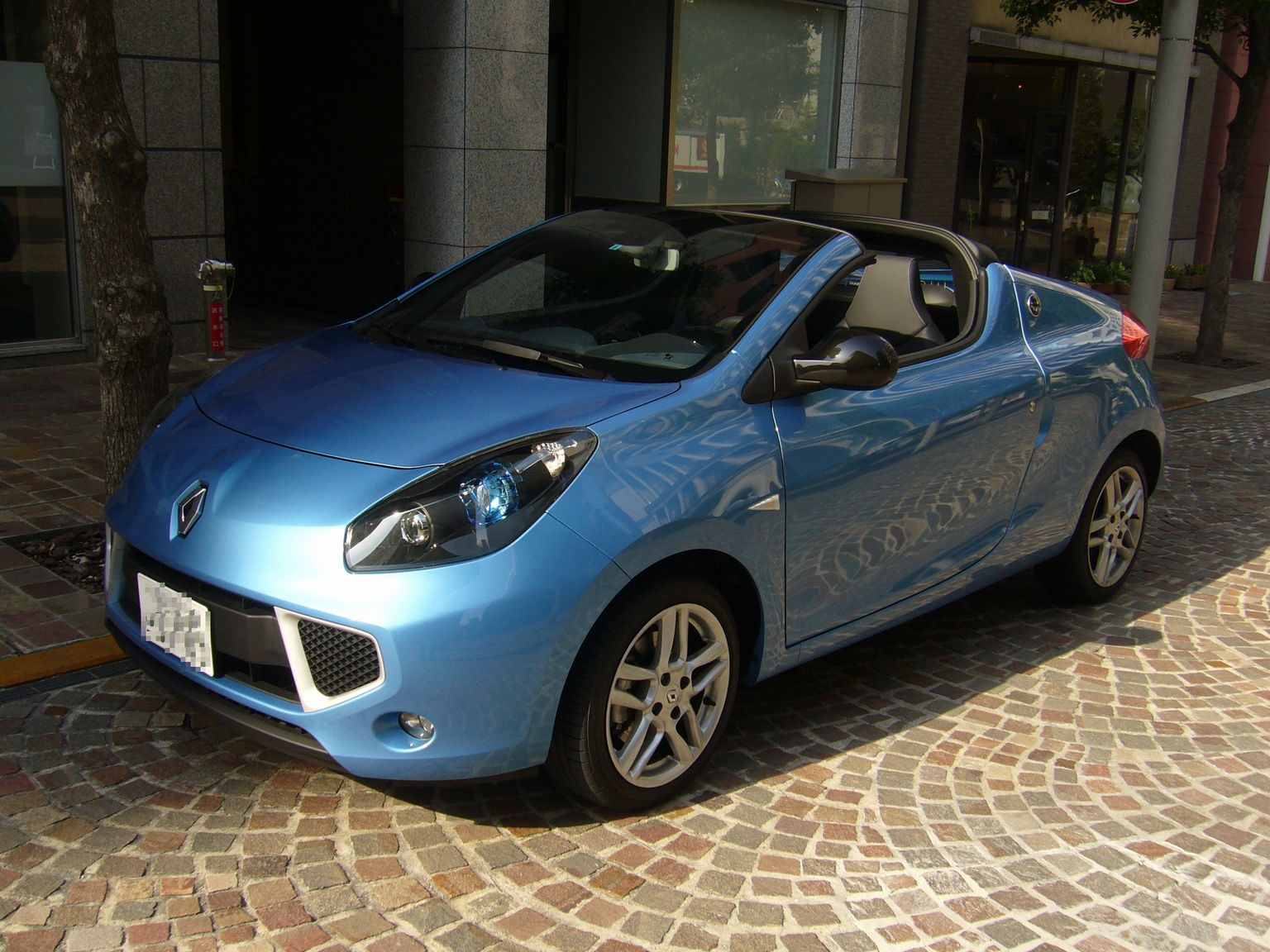
フロント（日本仕様）
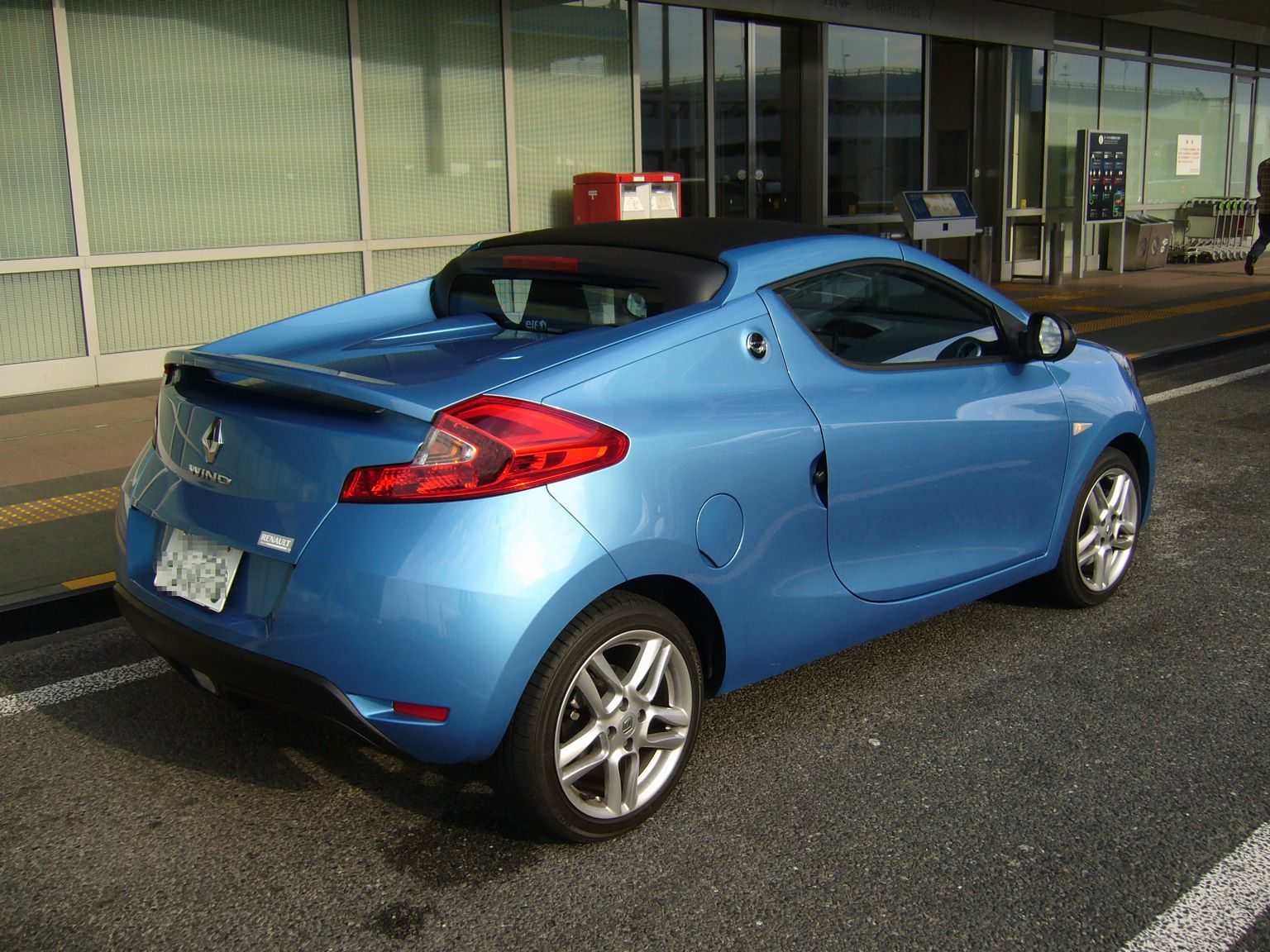
リヤ（日本仕様）
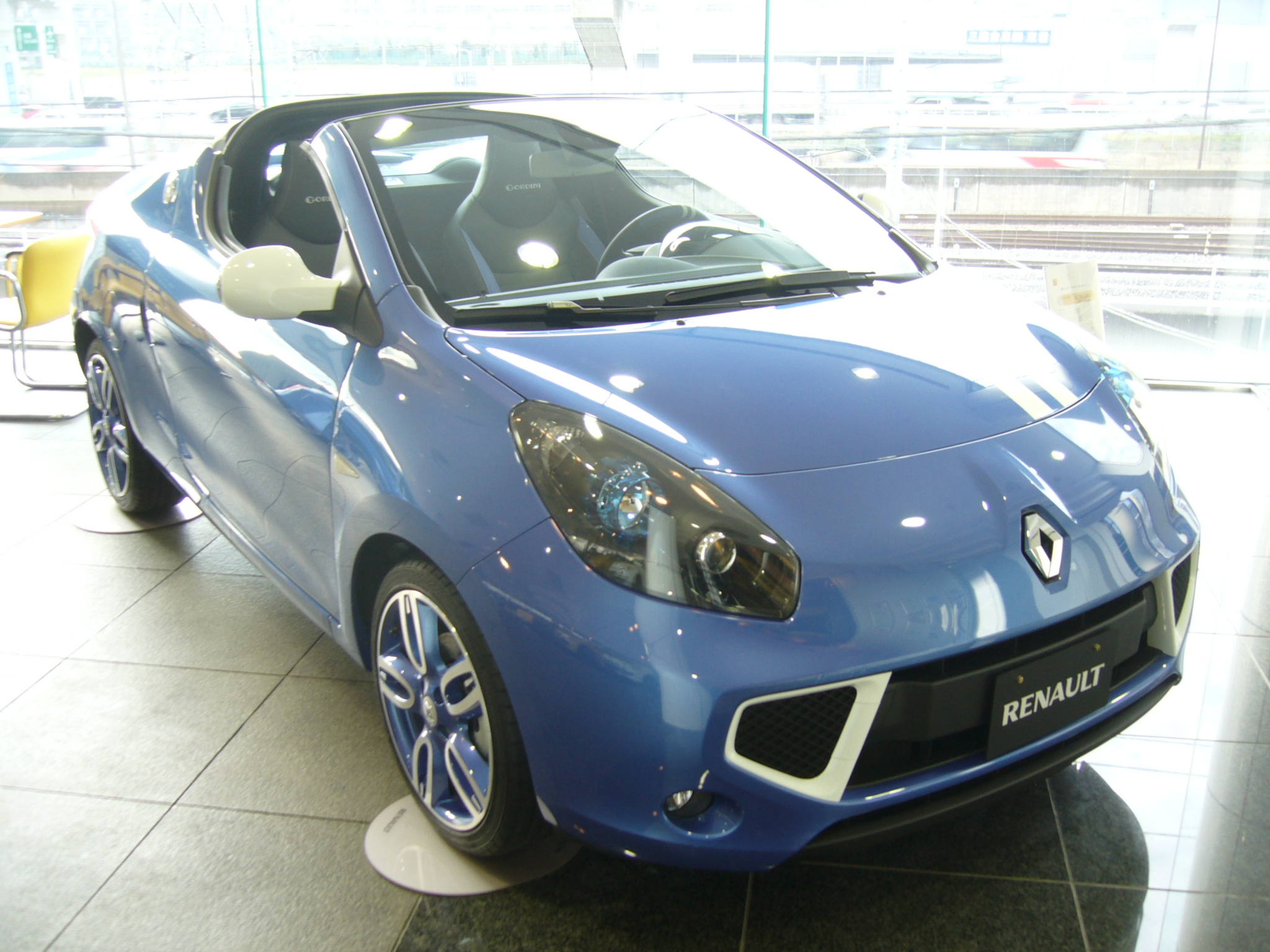
ゴルディーニ　フロント（日本仕様）
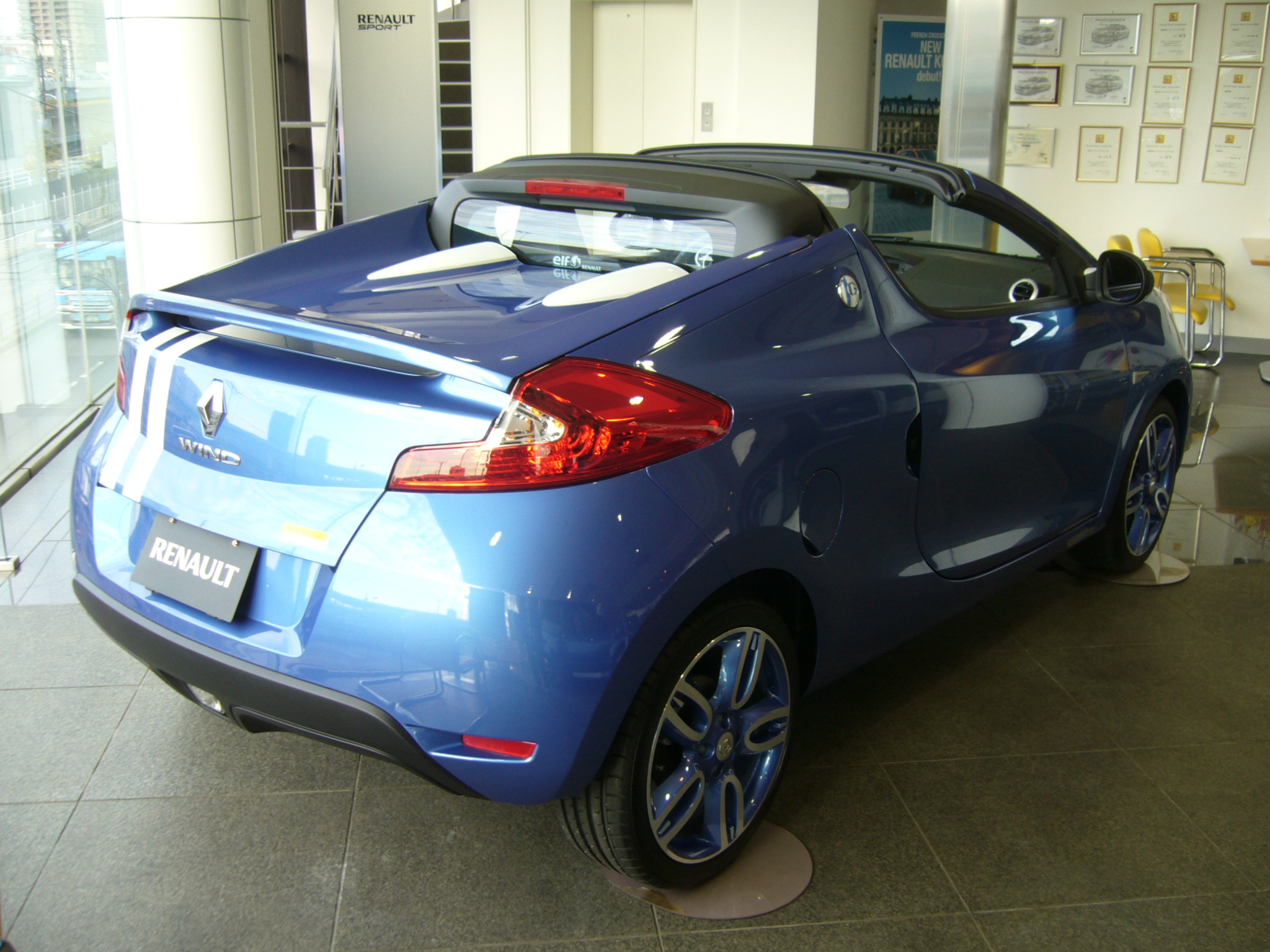
ゴルディーニ　リヤ（日本仕様）
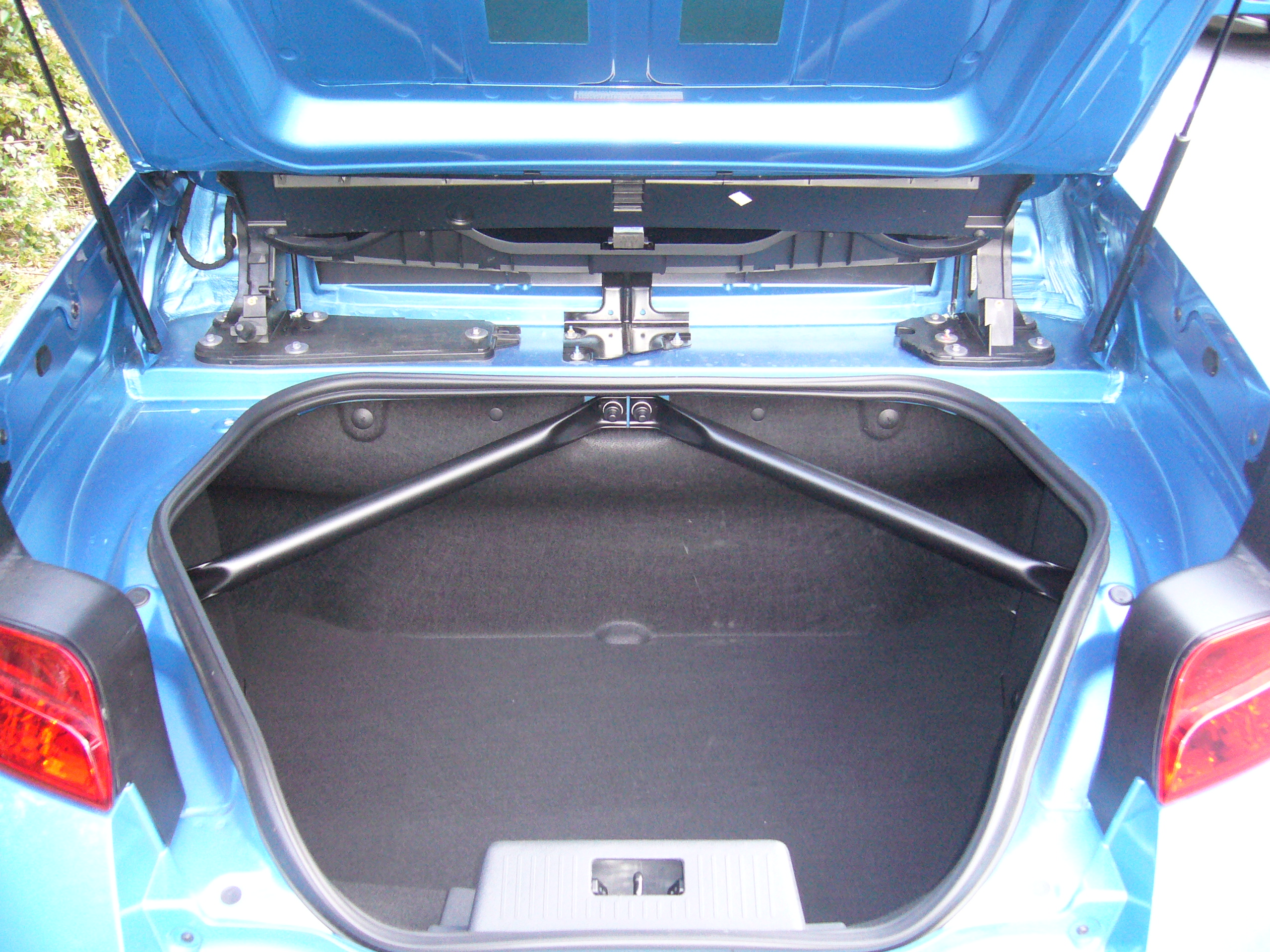
トランク
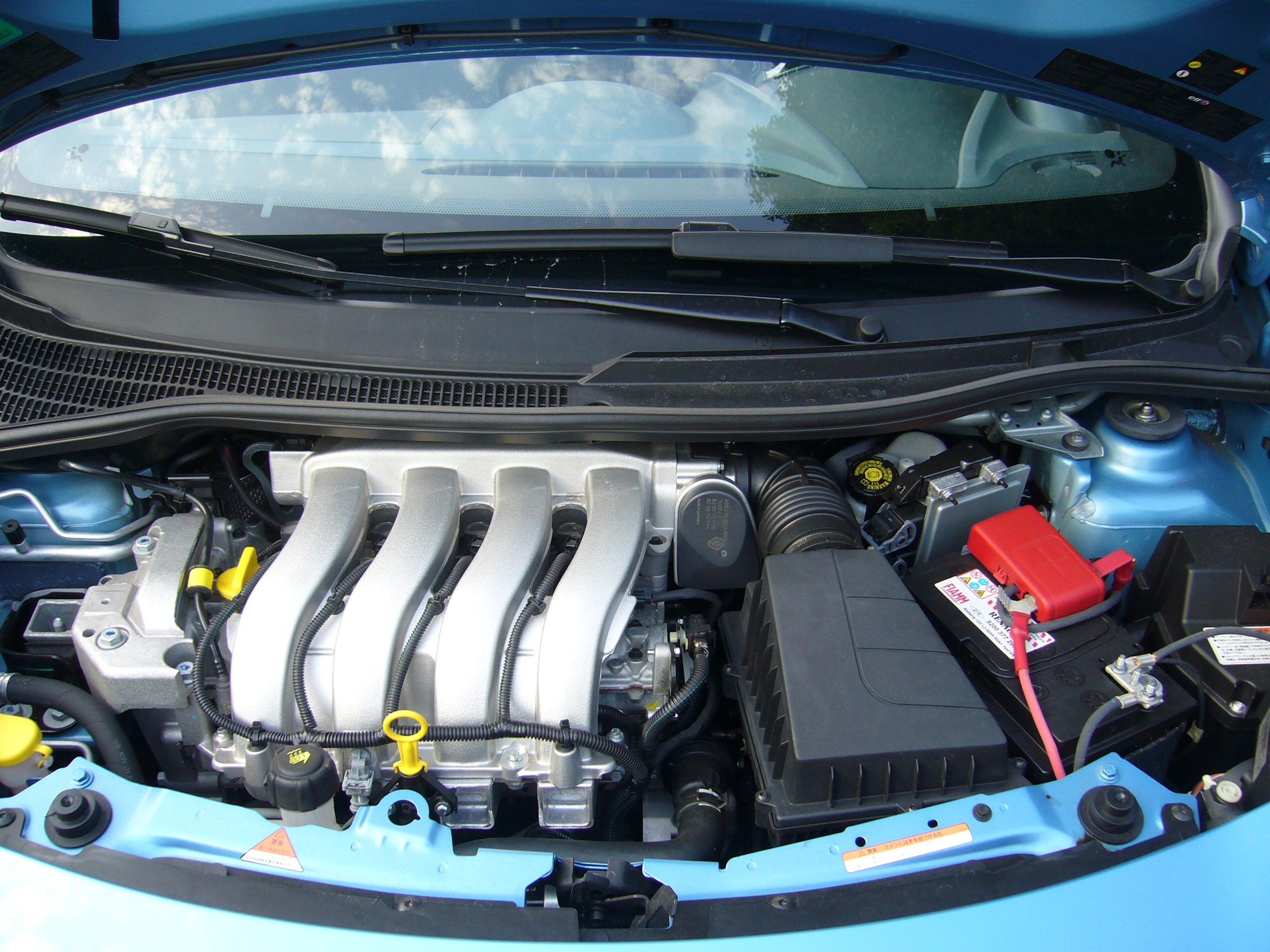
K4Mエンジン
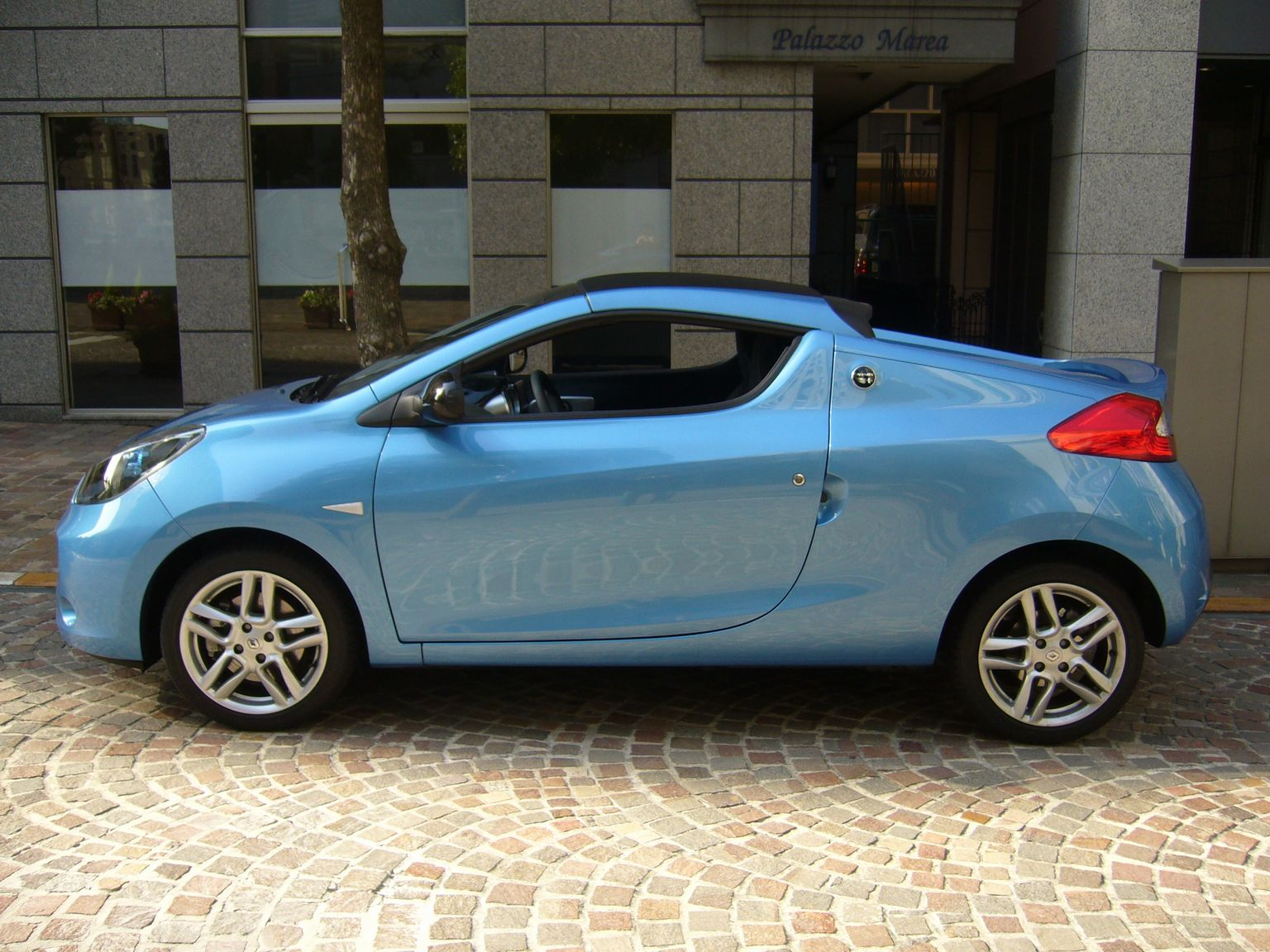
クローズ時
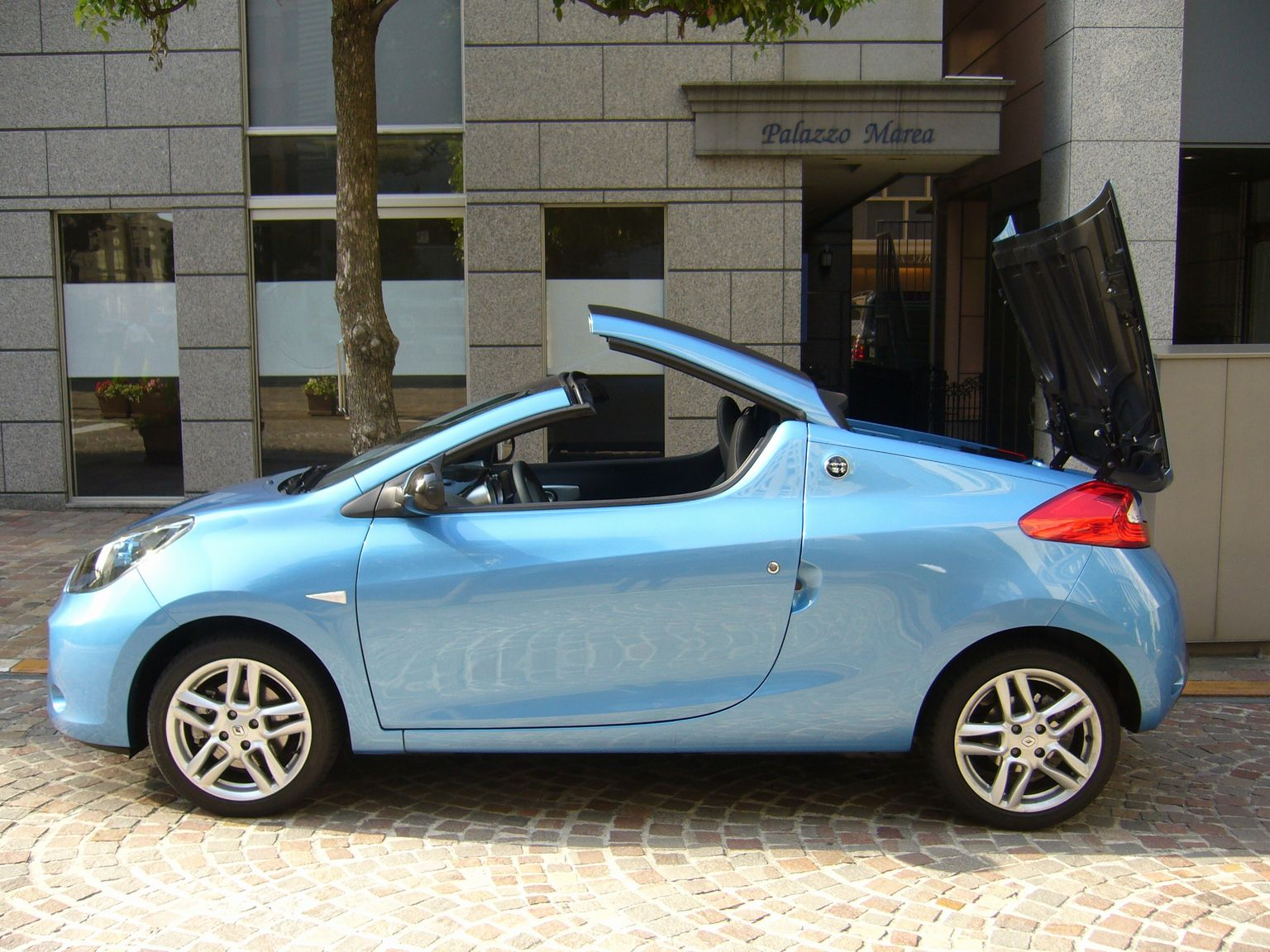
開閉動作1
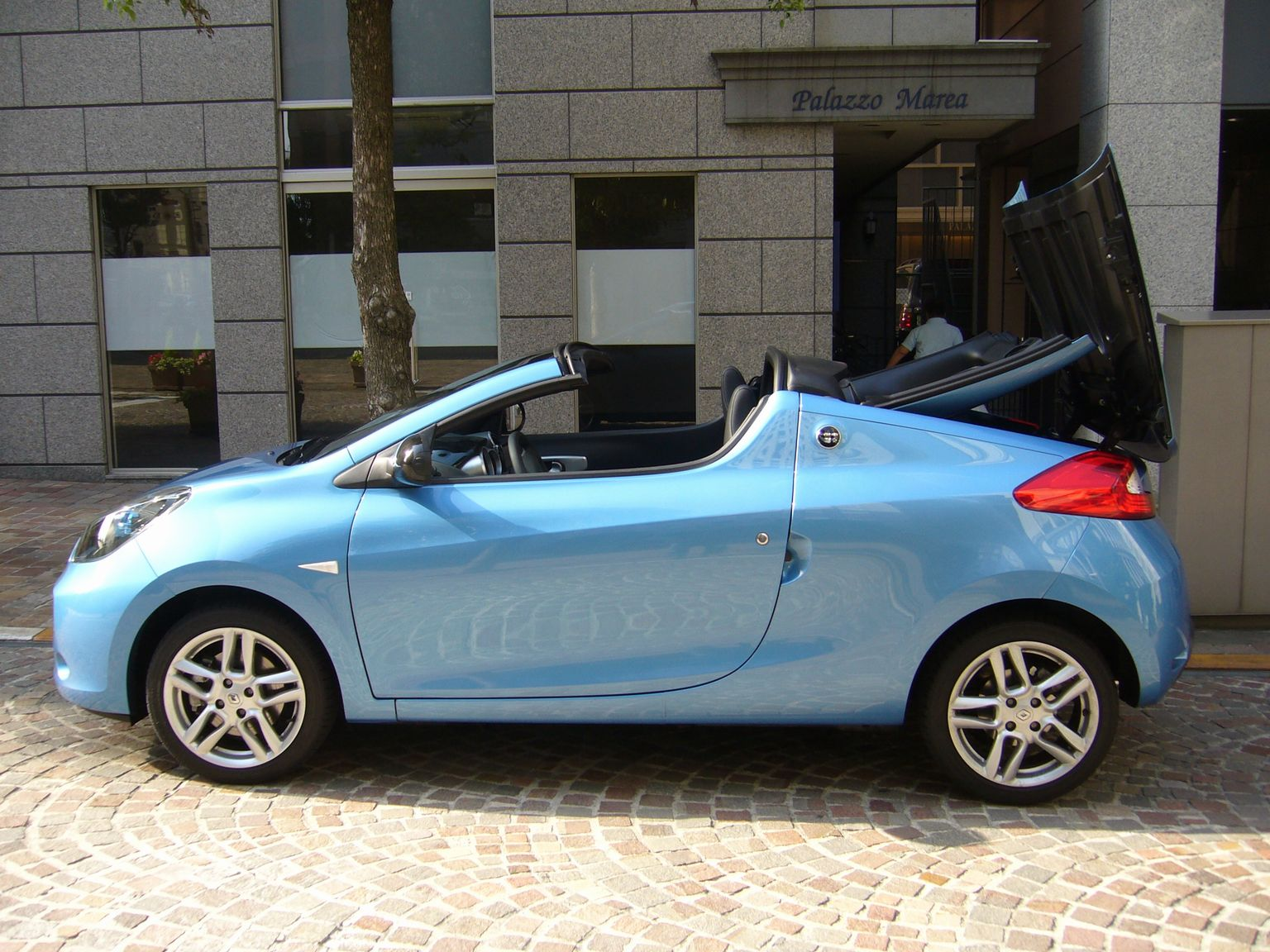
開閉動作2
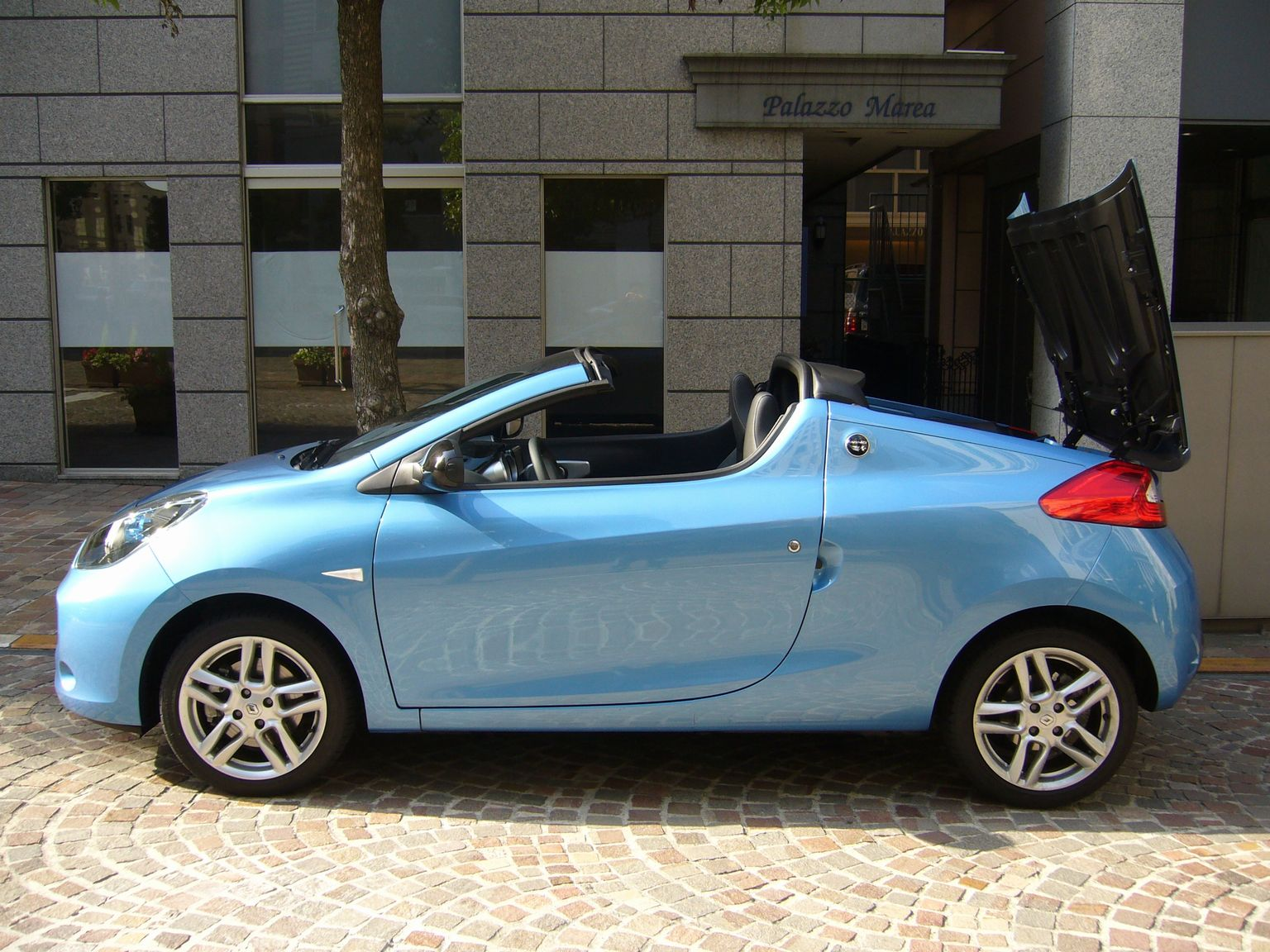
開閉動作3
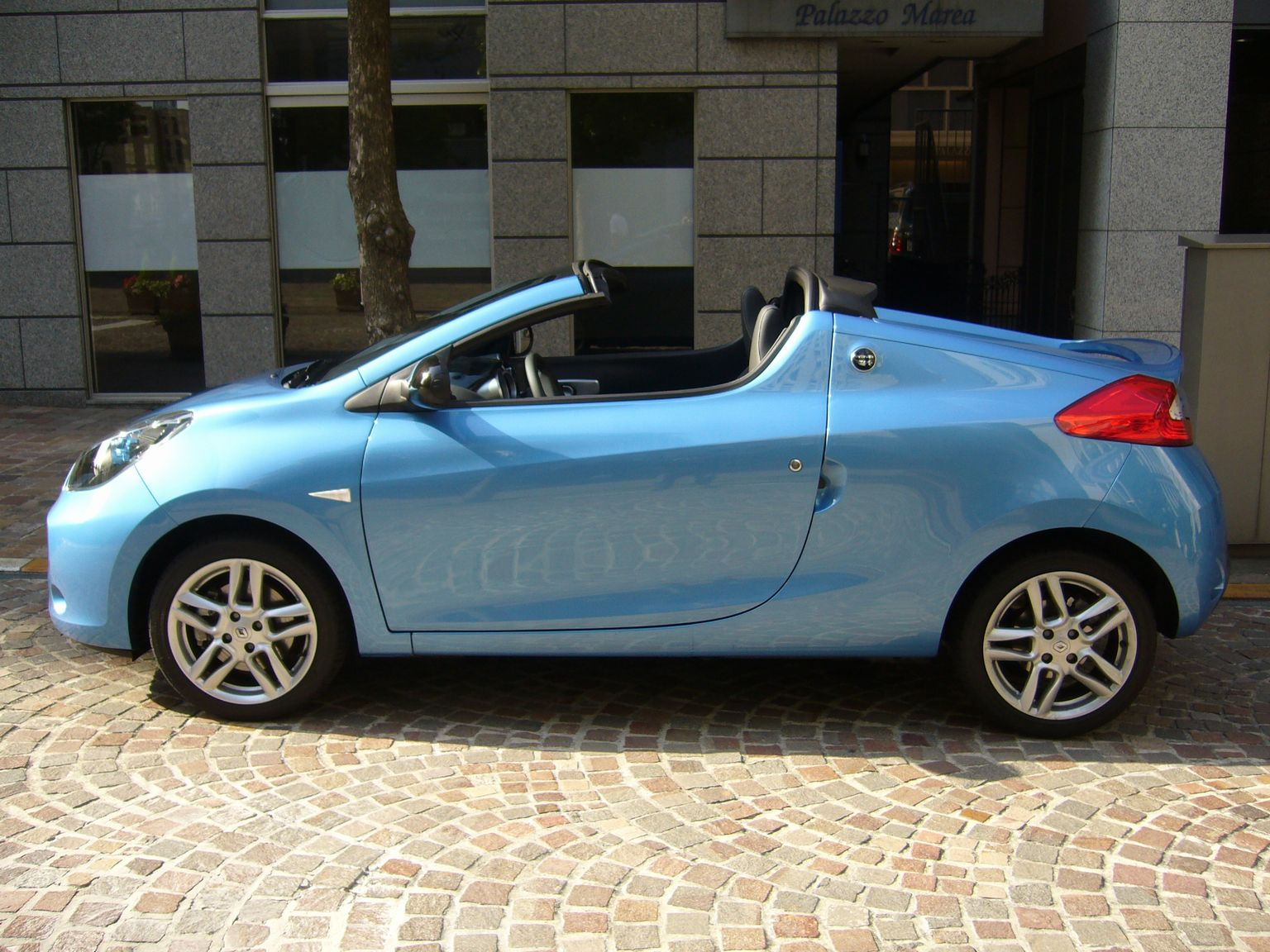
オープン時